# Nilson Lombardi
Nilson Lombardi (Sorocaba, 3 de janeiro de 1926 - Sorocaba, 9 de abril de 2008) foi um pianista, compositor e maestro brasileiro com uma vasta contribuição à música erudita do seu país. 

## Biografia
As suas composições também têm sido interpretadas em recitais internacionais e com gravações em disco por Eudóxia de Barros, Attílio Mastrogiovanni, Orlando Retroz, Beatriz Balzi, entre outros.
Ele recebeu o Prêmio APCA, da Associação Paulista dos Críticos de Arte de Música Erudita influenciando intérpretes e apreciadores da música erudita contemporânea, no Brasil, e no exterior. Nilson Lombardi trabalhou com Mozart Camargo Guarnieri (1907-1993), um dos mais importantes contribuidores da música brasileira. Lombardi se definia como um continuador da obra de Guarnieri.
A família de Nilson Lombardi efetuou doação do acervo do compositor ao Conservatório Dramático e Musical “Dr. Carlos de Campos”, o Conservatório de Tatuí. O acervo inclui cerca de 600 itens entre livros, partituras, troféus, uma máquina de escrever, além de toda obra de Nilson Lombardi – parte dela, original.
A cantora e produtora Marcia Mah lançou o livro "Obras Completas de Nilson Lombardi" em 2002, pela editora TCM. O livro contém 408 páginas de biografia e peças para piano solo, canto e piano, música de câmara, orquestra sinfônica e canto coral. O livro foi produzido com recursos da Lei de Incentivo à Cultura de Sorocaba e enviado a todas as universidades públicas de música do país.